# Alacsony-Tátra
Az Alacsony-Tátra (régebben Zólyomi-havasok, szlovákul Nízke Tatry) hegység Szlovákiában, a Vág és a Garam folyók völgyei között. Főgerince három ponton haladja meg a 2000 méteres magasságot. 

## Földrajzi adatok
Az egykori Liptó, Zólyom, Gömör és Kis-Hont valamint Szepes vármegyék határán fekvő hegység kelet-nyugati irányban kb. 80 km hosszan húzódik. Tőle északra a Liptói- és a Poprádi-medence, keletre a Szepes-Gömöri-karszt, délre a  Felső-Garam-medence, nyugatra a Nagy-Fátra található. Utóbbitól a Rőce völgye választja el. Északkeleten, Poprádtól délre a kisebb Vikartóci-hegység kapcsolódik hozzá. Az Ördöglakodalma-hágó (Čertovica) két részre osztja: a nyugati Gyömbér-Tátrára és a keleti Király-hegyi-Tátrára. A nyugati rész a Prassiva- (Prašivá, 1754 m) és a Gyömbér- (Ďumbier, 2043 m) hegycsoportokra, a keleti a Papenica (Velká Vápenica, 1692 m) és a Király-hegy (Kráľova hoľa, 1948 m) csoportjára osztható tovább.  A hegytetők sziklásak, moha és gyep fedi őket. Legnagyobb kiterjedésű tava a Verbici-tó.
Hatalmas, kiterjedt gyephavas, az Alacsony-Tátra keleti részének legmagasabb orma, a hegység e részének névadója a Király-hegyi-Tátra. Csúcsplatója kelet-nyugat irányban megnyújtott. Észak felé Záturňa nevű rövid szárnyvonulatot bocsátja ki, amely meredeken szakad le a Fekete-Vág völgyébe a Teplicska-katlanban. Északkelet felé Úplazon és Predna hoľán keresztül a Pópa-hágóra (sedlo Popová) egy másik vonulat húzódik, amely összekapcsolja az Alacsony-Tátrát a Szlovák Paradicsommal. Délkeletre pedig egy harmadik, rövid gerinc indul a Király-hegyre és Garamfő felé. A csúcs kilátása kiterjedt és megkapó.
A Kriván mellett a Király-hegy szerepel leggyakrabban a szlovák dalokban, mondákban, legendákban. A Király-hegy Szlovákia fontos háromszögelési pontja, alatta erednek Szlovákia legnagyobb folyói: Fekete-Vág, Garam, Gölnic, Hernád. Az adótoronytól nyugatra lévő ormot egy háromszögelési betonoszlop jelzi. A II. világháború során a csúcs alatt a Jánosík partizánegység menedékkunyhói és raktárai voltak, a csúcson keresztül vezetett 1944-1945 őszén és telén több partizánegység útja. A II. világháborúban történtekre az emlékoszlopon lévő dombormű emlékeztet. 1960-ban építették fel a televízió-adót - átjátszó állomást, amelyhez Királyhegyaljáról (Šumiac) a nagyközönség számára lezárt aszfaltút vezet fel. A televízió-adó épületében a Hegyi Mentőszolgálat állomása is megtalálható.
A Magas-Tátra után az Alacsony-Tátra Szlovákia második leglátogatottabb hegysége. Az utóbbi években több új szálloda, autóskemping, ülőfelvonó és turistaközpont épült, létesült. Ennek ellenére a hegység keleti részén, különösen az Ördöglakodalma-hágó és a Király-hegy között valódi őserdő található, sok vaddal, közöttük medvével is. A csaknem érintetlen őserdőben több érdekes túrát végezhetünk. A turistákat nagyon vonzza a főgerinc Chopok-Ördöglakodalma-hágó szakasza, mivel e gerincszakaszról gyönyörű kilátás nyílik az Alacsony-Tátra északi és déli völgyeibe. 
1987-ben 81 095 hektár területen nemzeti parkká nyilvánították, ez az Alacsony-Tátra Nemzeti Park (NAPANT).

## Legmagasabb csúcsai
- Gyömbér (Ďumbier, 2043 m)
- Štiavnica (2025 m)
- Chopok (2024 m)
- Déres (Dereše, 2004 m)
- Skalka (1980 m)
- Chabenyec (Chabenec, 1955 m)
- Király-hegy (Kráľova hoľa, 1948 m)
- Krupova hoľá (1927 m)
- Poľana (1889 m)
- Kis-Gápel (Malý Gapel, 1807 m)

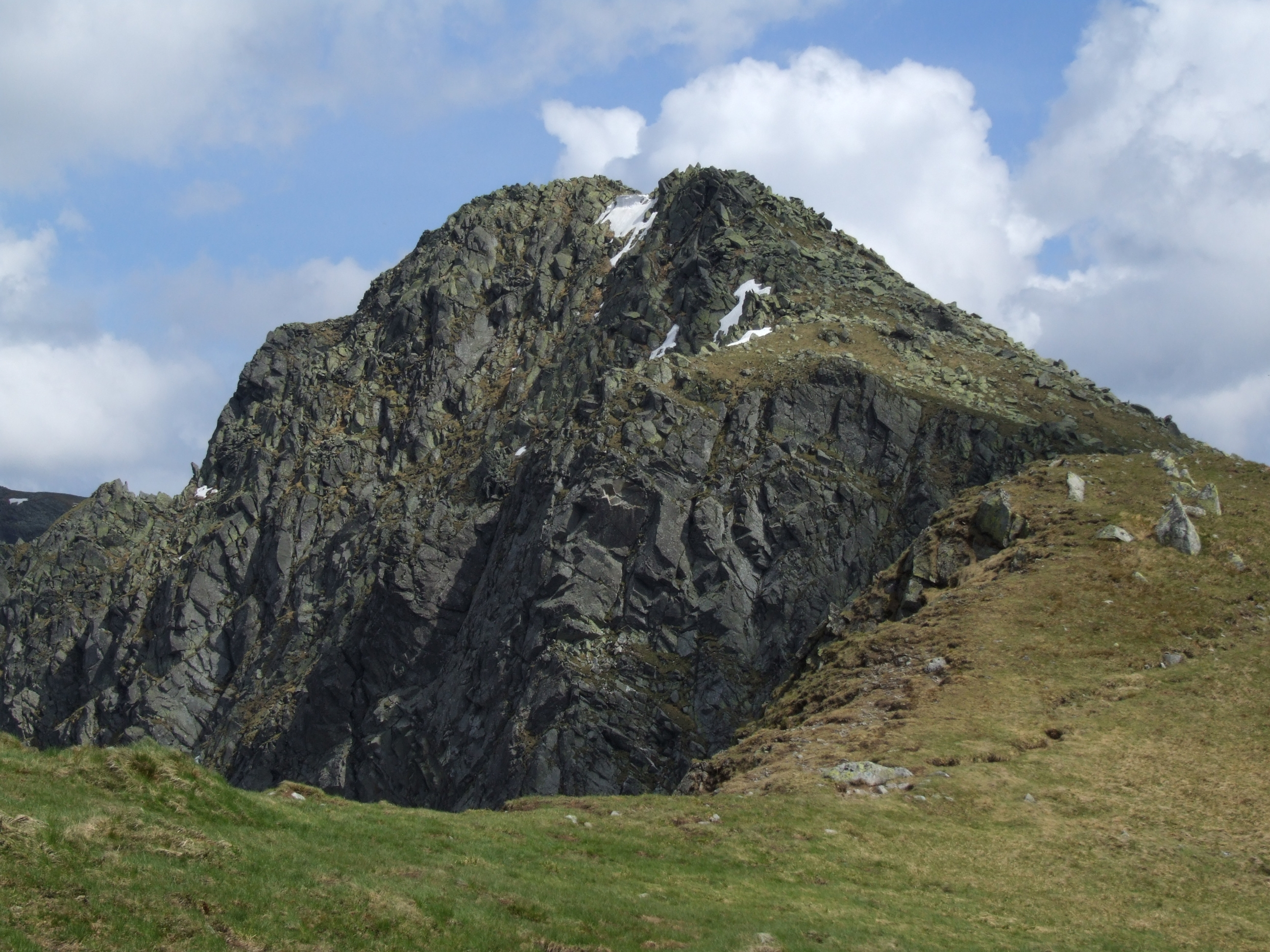
Gyömbér
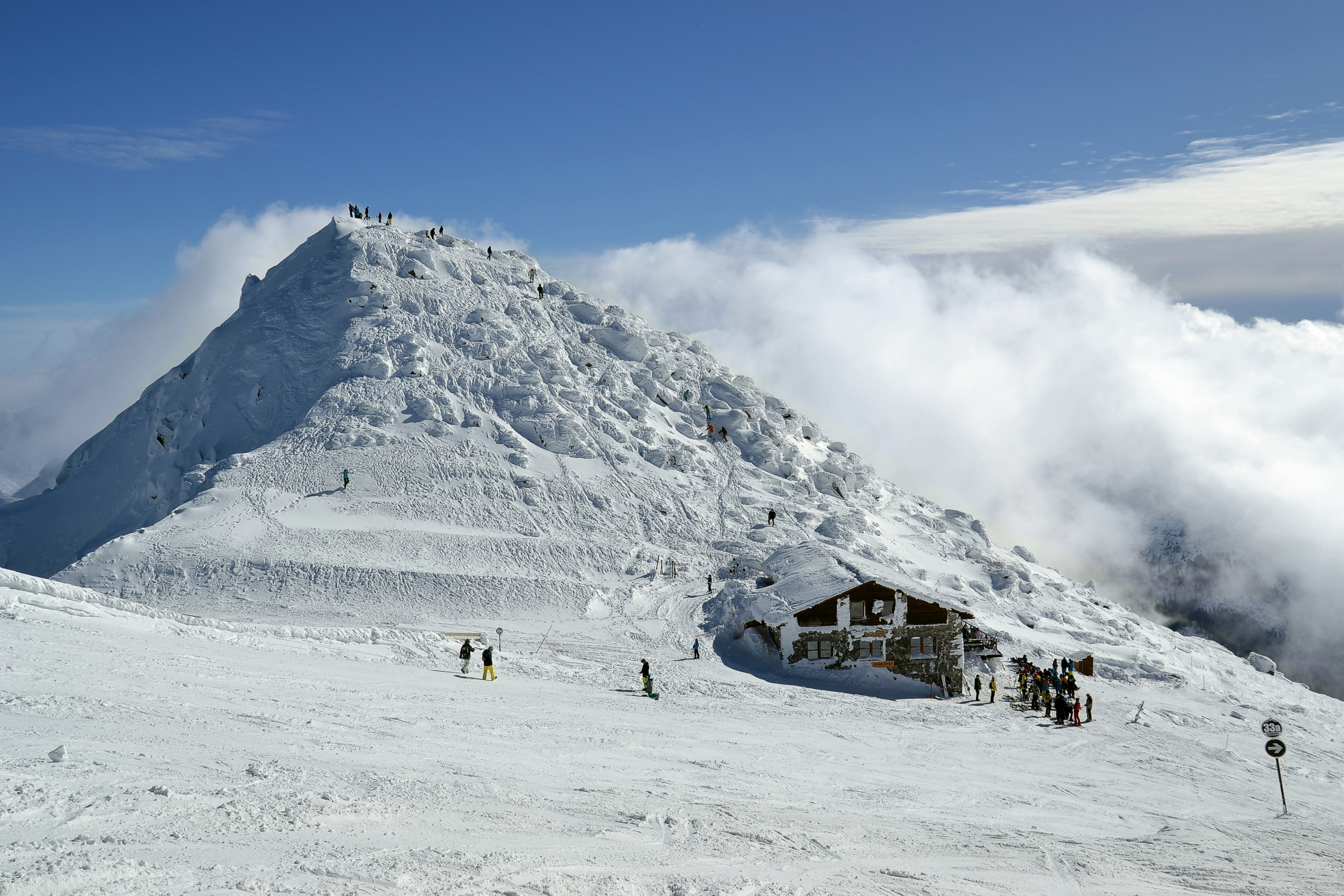
Chopok
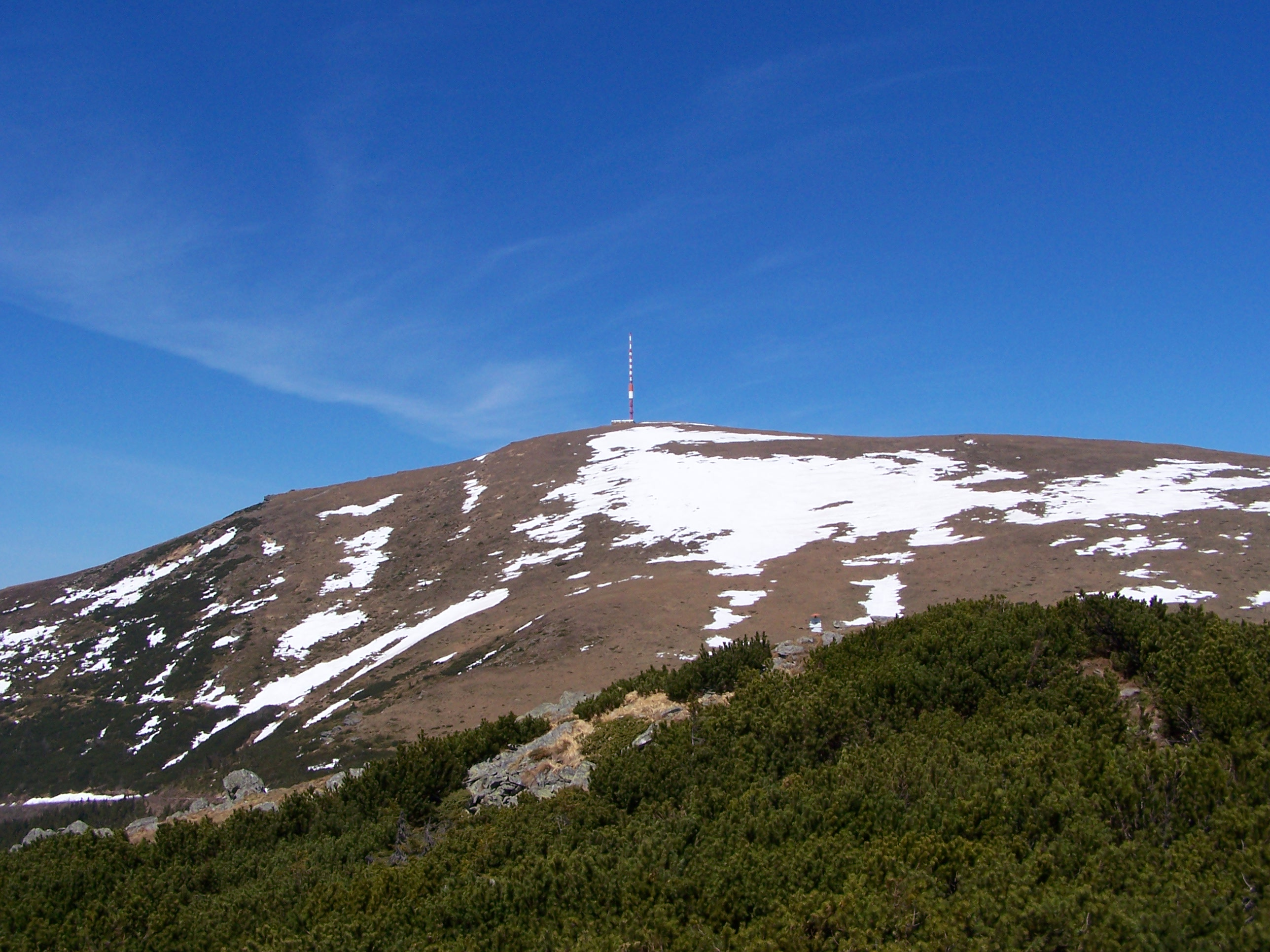
Király-hegy
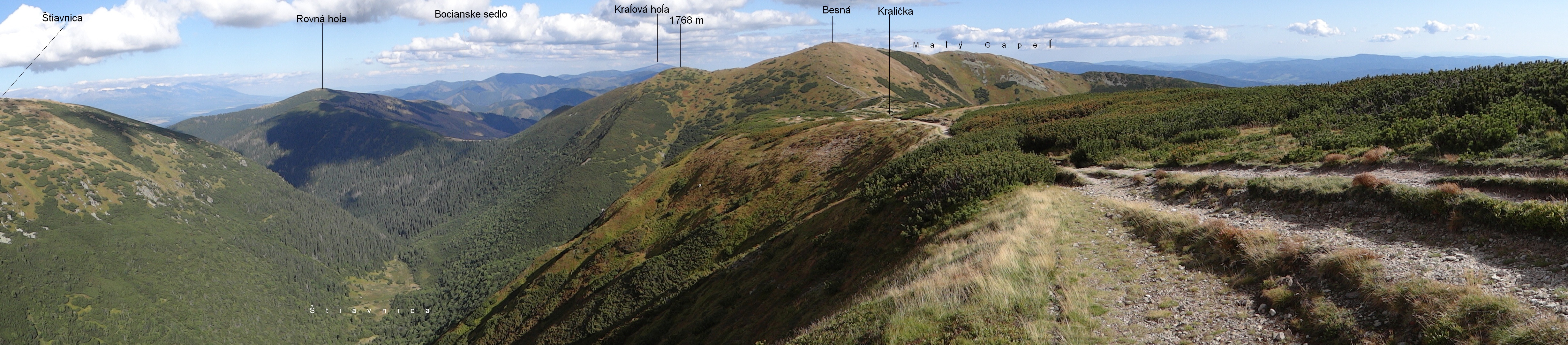
Štiavnica-völgy

## Főbb települések
- Besztercebánya
- Breznóbánya
- Garamfő
- Liptószentmiklós
- Rózsahegy